# شهرستان قولجا
شهرستان قولجا و یا شهرستان یینینگ یک شهرستان در چین است که در ولایت خودمختار ایلی قزاق، تابع منطقه خودمختار سین‌کیانگ اویغور واقع شده‌است.

## جمعیت
| ترکیب قومیتی شهرستان قولجا | ترکیب قومیتی شهرستان قولجا | ترکیب قومیتی شهرستان قولجا | ترکیب قومیتی شهرستان قولجا | ترکیب قومیتی شهرستان قولجا |
| -------------------------- | -------------------------- | -------------------------- | -------------------------- | -------------------------- |
| قومیت                      | قومیت                      |                            | درصد                       | درصد                       |
| اویغور                     | اویغور                     |                            | ۴۸٫۶٪                      | ۴۸٫۶٪                      |
| هوئی                       | هوئی                       |                            | ۱۶٫۹٪                      | ۱۶٫۹٪                      |
| هان                        | هان                        |                            | ۱۳٫۵٪                      | ۱۳٫۵٪                      |
| قزاق                       | قزاق                       |                            | ۱۲٫۴٪                      | ۱۲٫۴٪                      |
| ازبک                       | ازبک                       |                            | ۰٫۲٪                       | ۰٫۲٪                       |
| قرقیز                      | قرقیز                      |                            | ۰٫۱٪                       | ۰٫۱٪                       |
| منجو                       | منجو                       |                            | ۰٫۱٪                       | ۰٫۱٪                       |
| مغول                       | مغول                       |                            | ۰٫۱٪                       | ۰٫۱٪                       |
| شیبه                       | شیبه                       |                            | ۰٫۱٪                       | ۰٫۱٪                       |
| سایر                       | سایر                       |                            | ۸٫۰٪                       | ۸٫۰٪                       |
| منبع سرشماری جمعیت :       |                            |                            |                            |                            |